# In the Soup
In the Soup es una película independiente de comedia dramática de 1992, dirigida por Alexandre Rockwell. Está protagonizada por Steve Buscemi en el papel de Aldolpho Rollo, un guionista que ha escrito un guion de quinientas páginas imposible de filmar y que está buscando un productor. In the Soup fue filmada en color e impresa en blanco y negro; fue proyectada en blanco y negro en los cines pero existe una versión en color en video debido a las exigencias de los inversores.
Rockwell se llevó el Grand Jury Prize en el Festival de Cine de Sundance, donde además Seymour Cassel se llevó un premio especial por su actuación.
Décadas tras su estreno, el sitio web Looper escribió que «te hace preguntarte si la única razón real por la que Buscemi fue encasillado como miembro del reparto secundario es porque Reservoir Dogs hizo mucho más negocio que In the Soup en el mercado de alquiler de VHS».

## Trama
Aldolpho (Buscemi), es un guionista que ha escrito un guion de quinientas páginas y esta en la búsqueda de un productor que realice su película, Aldolpho tiene la intención de contratar como actriz para su película a Angelica (Beals), su vecina, quien apenas lo conoce. Hasta que llega el momento en que Aldolpho se contacta con Joe (Cassel), un gánster que quiere producir su película.

## Reparto
- Steve Buscemi: Aldolpho Rollo
- Seymour Cassel: Joe
- Jennifer Beals: Angelica Pena
- Debi Mazar: Suzie
- Stanley Tucci: Gregoire
- Pat Moya: Dang
- Will Patton: Skippy
- Steven Randazzo: Louis Barfardi
- Francesco Messina: Frank Barfardi
- Jim Jarmusch: Monty
- Carol Kane: Barbara
- Elizabeth Bracco: Jackie
- Sam Rockwell: Pauli
- Rockets Redglare: Guy
- Michael Buscemi: Actor
- Paul Herman: Empleado de E-Z Rent-A-Car

## Producción
Enfrentado a dificultades financieras como cineasta debutante en la ciudad de Nueva York, el guionista y director Alexandre Rockwell se encontraba en una situación difícil, admitiendo que no tenía dinero e incluso vendió su saxofón para adquirir más rollos de película. Un hombre llamado Frank respondió a uno de sus anuncios y le tomó simpatía, ofreciéndose generosamente a cubrir el costo de una de sus películas. Rockwell basó esta película «vagamente» en esa situación.
La filmación se realizó principalmente en la ciudad de Nueva York. Aunque se filmó en película en color, Rockwell no tenía intención de estrenar una versión en color en los cines estadounidenses. Influenciado por las películas estilizadas de la década de 1930 e inspirado por los directores franceses François Truffaut y Jean-Luc Godard, Rockwell optó deliberadamente por una paleta de blanco y negro de alto contraste. Esta elección tenía como objetivo impartir cierta calidad surrealista a las imágenes. Para comenzar a filmar, el director obtuvo quince mil dólares a través de préstamos. El resto del presupuesto de la película, un total de 800 000 dólares, provino de inversores extranjeros. Si bien había copias en color disponibles para distribuidores extranjeros y lanzamientos en video doméstico, el estreno de la película en cines en los Estados Unidos mantuvo su presentación en blanco y negro.

## Recepción y legado

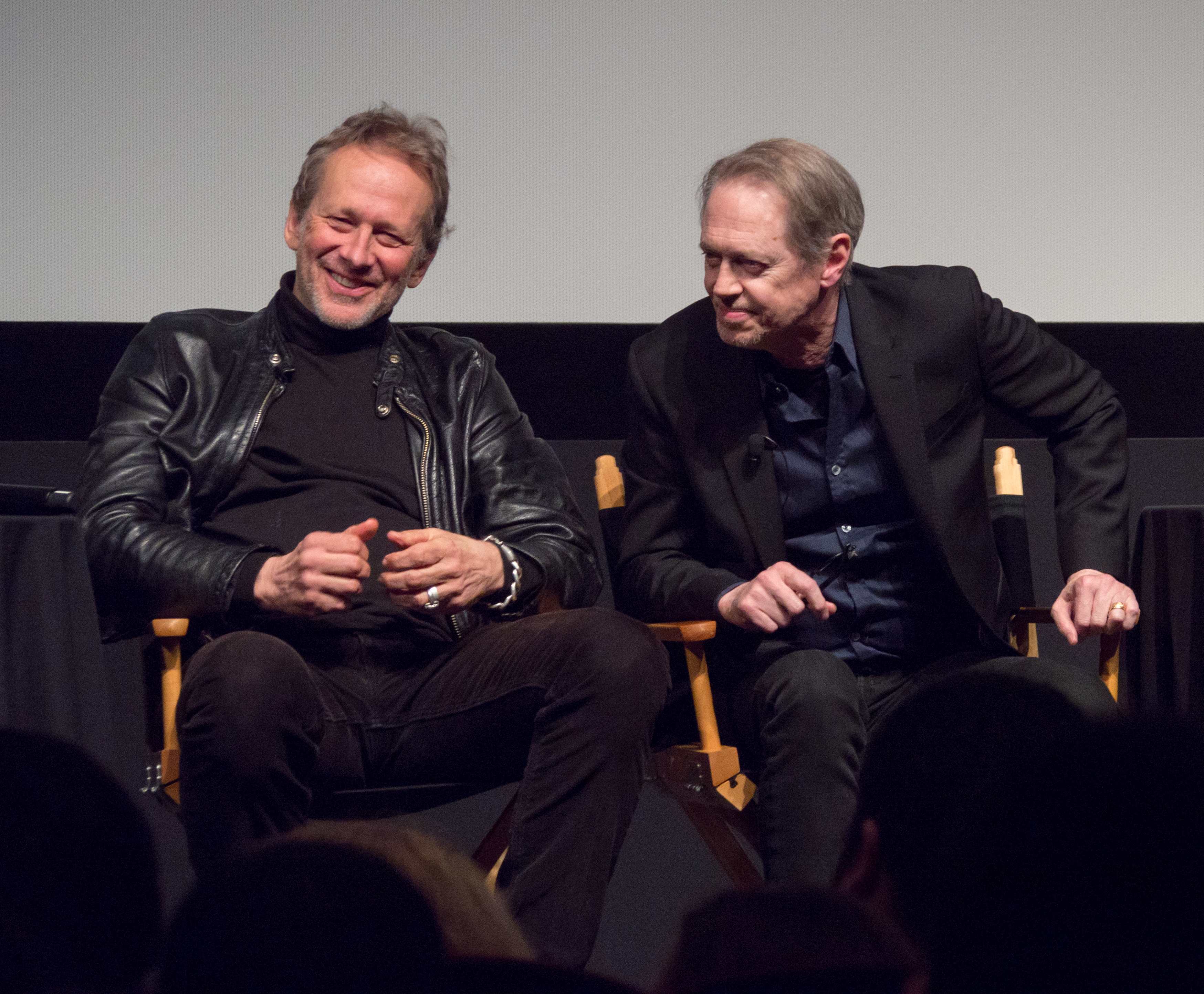
Alexandre Rockwell y Steve Buscemi después de una proyección del filme en el Festival de Cine de Tribeca en 2018.

En 2024, el crítico Joe Daly opinó que el personaje de Buscemi «es la quintaesencia de la desesperación y la excentricidad» y que el actor «no se limita a actuar; se lanza de cabeza al abismo de la comedia y la tragedia, mezclándolas en una actuación singular y cautivadora». El crítico añadió que «lamentablemente, esta película sigue siendo una joya no reconocida, criminalmente eclipsada en su momento».
La película y su historia se analizan en profundidad en el libro de John Pierson sobre la escena cinematográfica independiente estadounidense de finales de los años 1980 y principios de los años 1990, Spike, Mike, Slackers, & Dykes.
En julio de 2017 se inició un proyecto de Kickstarter con la esperanza de restaurar la copia de archivo y volver a lanzar la película para su 25.º aniversario. La copia restaurada fue lanzada por Factory 25 en 2018.